# إي ثري هاريل بيك 2013
إي ثري هاريل بيك 2013 (بالإنجليزية: 2013 E3 Harelbeke)‏ هو سباق دراجات هوائية أقيم بتاريخ 22 مارس 2013، تكون السباق من 1 مراحل وامتدّ لمسافة 211 كم بسرعة 41. 0 كم/س، استغرق السباق 5 ساعة 08 دقيقة 28 ثانية. فاز به السويسري فابيان كانسيليرا وحلّ ثانيا بيتر ساجان.

## الترتيب
| م                     | الدرّاج           | البلد    | الزمن                    |
| --------------------- | ---------------- | -------- | ------------------------ |
| الفائز بالترتيب العام | فابيان كانسيليرا | سويسرا   | 5 ساعة 08 دقيقة 28 ثانية |
| الثاني                | بيتر ساجان       | سلوفاكيا |                          |